# Hassall Grove
Hassall Grove är en del av en befolkad plats i Australien. Den ligger i kommunen Blacktown och delstaten New South Wales, i den sydöstra delen av landet, omkring 37 kilometer väster om delstatshuvudstaden Sydney. Antalet invånare är 4 396.
Runt Hassall Grove är det mycket tätbefolkat, med 1 056 invånare per kvadratkilometer.. Närmaste större samhälle är Mount Druitt, nära Hassall Grove. 
Runt Hassall Grove är det i huvudsak tätbebyggt. Genomsnittlig årsnederbörd är 1 267 millimeter. Den regnigaste månaden är februari, med i genomsnitt 216 mm nederbörd, och den torraste är juli, med 25 mm nederbörd.